# Ossidrogeno

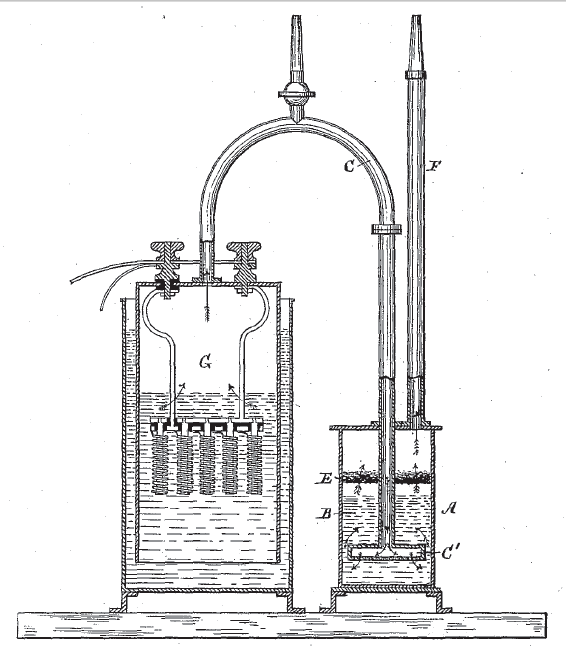
cella elettrolitica del XIX secolo per produrre ossidrogeno.

L'ossidrogeno è una miscela di gas di idrogeno e ossigeno. A temperatura e pressione normali il campo d'infiammabilità dell'ossidrogeno si estende tra il 4% e il 94% di volume in idrogeno con una fiamma che dipende dal materiale che colpisce.
L'idrogeno brucia quando viene portato alla sua temperatura di autoignizione. Per una miscela stechiometrica alla normale pressione atmosferica che brucia nell'aria, questa temperatura è di circa 120 °C . L'energia minima necessaria per accendere una tale miscela con una scintilla è di circa 0.02 millijoule.
La quantità di calore sviluppato, secondo Julius Thomsen, è di 34,116 calorie per ogni grammo di idrogeno bruciato. Questa produzione del calore è abbastanza indipendente dal modo in cui viene condotto il processo; ma la temperatura della fiamma dipende dalle circostanze sotto le quali avviene il processo.
Sono state inventate molte forme di lampade all'ossidrogeno, come le lampade di calce, che utilizzavano una fiamma all'ossidrogeno per scaldare un pezzo di calce ad alta temperatura per renderla luminosa. La natura esplosiva della miscela di gas le resero tutte più o meno pericolose; furono quindi sostituite da illuminazione elettrica.
L'ossidrogeno è stato in passato molto usato nelle lavorazioni del platino, poiché la temperatura di fusione di questo elemento (1768,3 °C) si poteva raggiungere solo con una fiamma all'ossidrogeno o in un forno elettrico ad arco, sistema oggi prevalentemente usato.

## Saldatura all'ossidrogeno
La "saldatura all'ossidrogeno" è un metodo di saldatura che brucia idrogeno (il combustibile) con l'ossigeno (il comburente). Viene usata per tagliare e saldare metallo, vetro e termoplastica. La fiamma all'ossidrogeno viene usata nell'industria del vetro per la lucidatura al fuoco, un metodo di lucidatura del vetro che consiste nel fondere la parte più superficiale del vetro per rimuovere graffi e imperfezioni.

### Fiamma ossidrica ad acqua

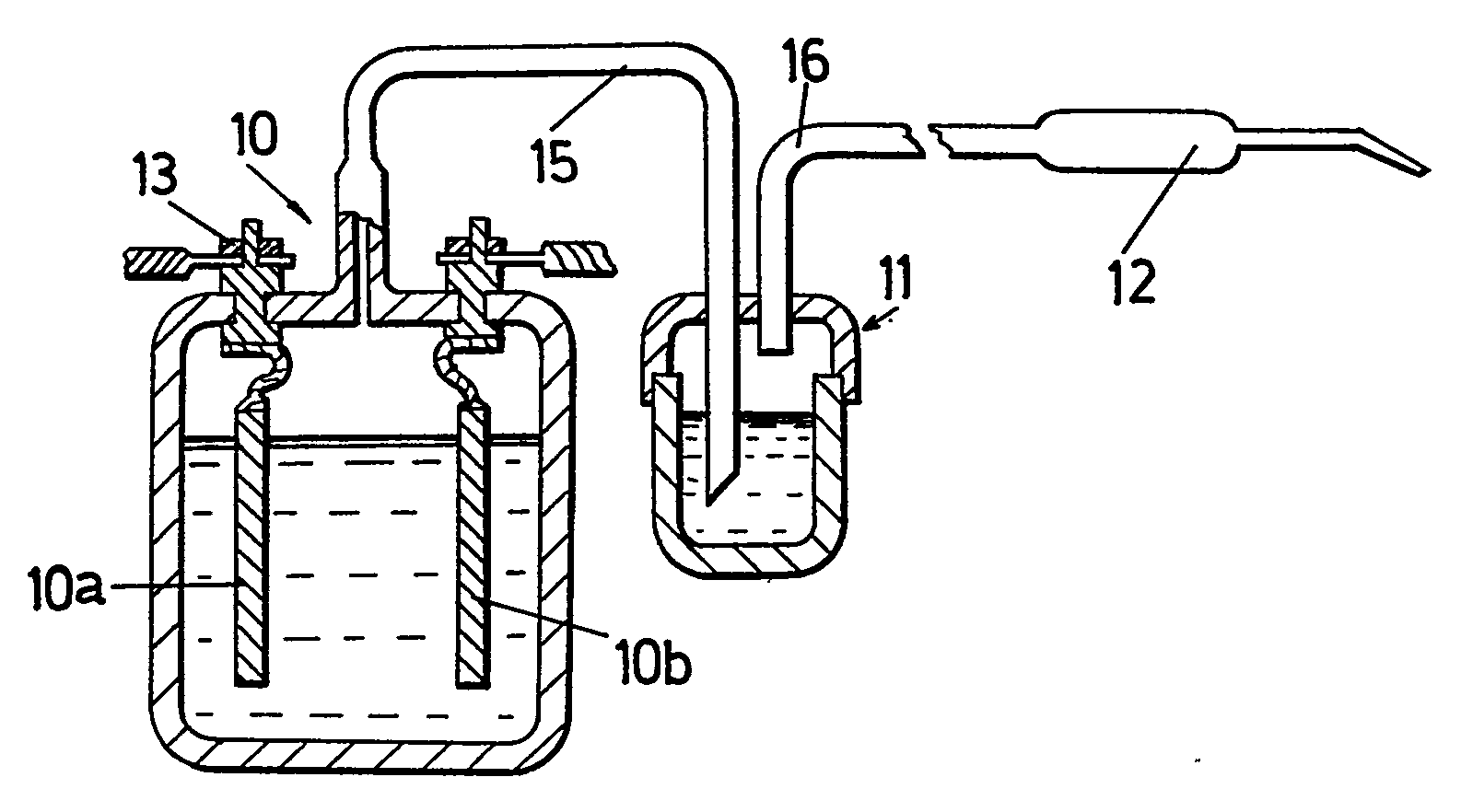
Un apparato a bolle usato per mitigare gli effetti del potenziale ritorno di fiamma.

Una "fiamma ossidrica ad acqua" è una fiamma all'ossidrogeno che viene alimentata con ossigeno e idrogeno ottenuti sul momento da elettrolisi dell'acqua, evitando la necessità di bombole contenenti ossigeno e idrogeno. Le fiamme ottenute dall'acqua come l'ossidrogeno devono essere progettate per evitare il ritorno di fiamma (vacuum) con sistemi che non permettano questo inconveniente. Viene utilizzato un bubbler d'acqua o lana di vetro rendendo la camera elettrolitica sufficientemente sicura. L'apparato che evita il ritorno di fiamma si chiama arrestor e viene collegato direttamente in serie all'uscita del gas. I migliori Elettroliti sono l'idrossido di sodio, l'idrossido di potassio e altri sali che si ionizzano facilmente.

Inoltre "il sistema elettrolizzatore deve avere una pressione sufficientemente alta per mantenere la velocità del gas all'ugello. Questa pressione viene data dalla quantità di gas, prodotto per minuto, che è necessario per la applicazione. 

### Modello di Brown

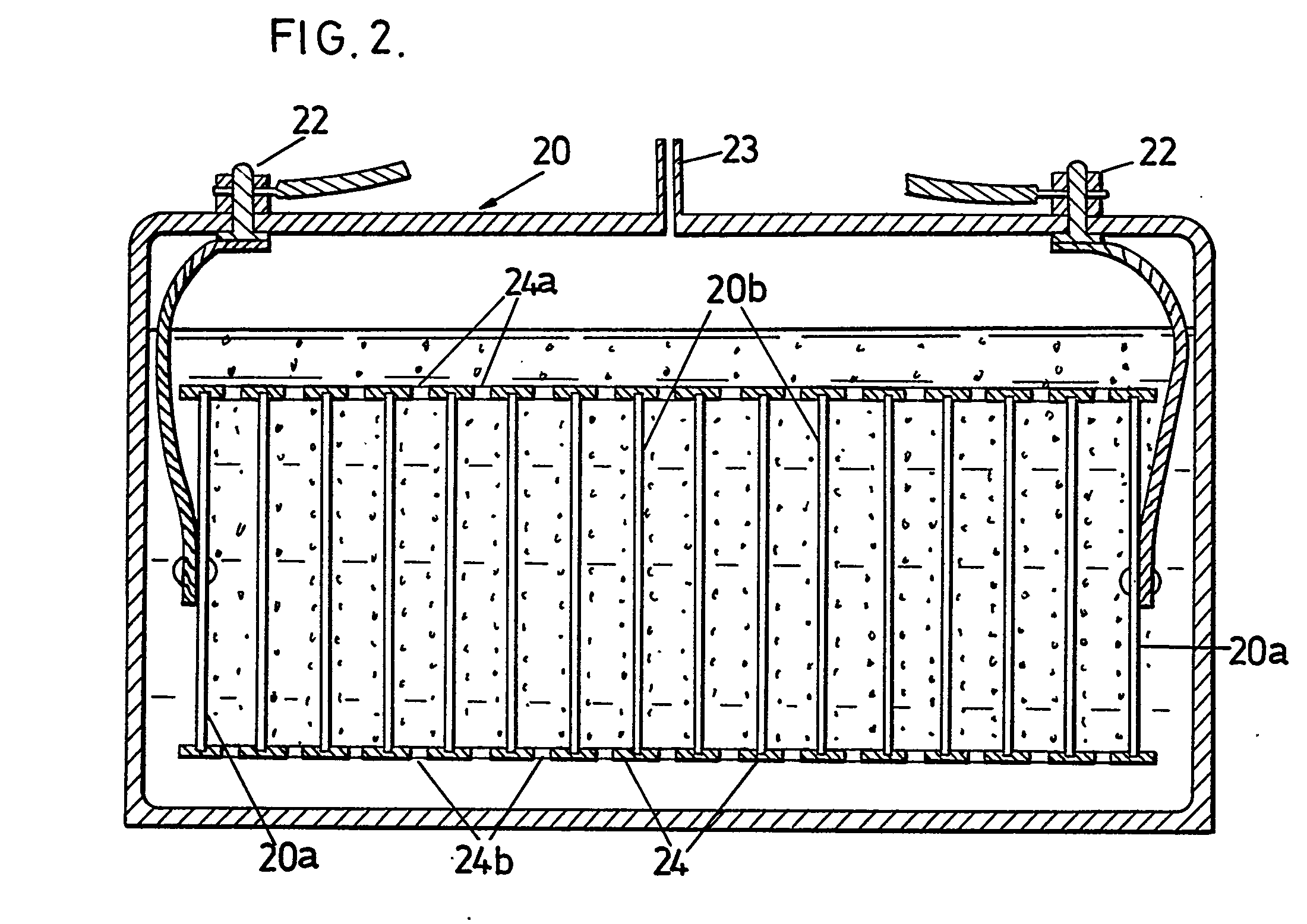
Il modello con celle in serie di Yull Brown. Notare la fonte energetica collegata soltanto alle due piastre esterne. Notare anche il singolo condotto di uscita del gas, caratteristica significativa e predominante dell'elettrolizzatore di Brown.

I due gas si legano immediatamente dopo la loro produzione (invece che nell'ugello della torcia) rendendo la miscela completa (comburente-carburante). Questo modello di elettrolizzatore viene chiamato a canale comune e il primo venne inventato da William A. Rhodes nel 1966. Il gas Ossidrogeno prodotto in un elettrolizzatore a condotto comune viene solitamente chiamata gas di Brown, dal nome di Yull Brown che ricevette un brevetto per un elettrolizzatore a condotto comune con celle in serie nel 1977 e 1978 (il termine "gas di Brown" non viene utilizzato nei suoi brevetti, ma viene detto "miscela di idrogeno e ossigeno").
Le torce di Brown utilizzavano anche un arco elettrico per accendere la fiamma (metodo chiamato "saldatura atomica"):

Un arco elettrico viene fatto passare attraverso la miscela del gas prima che bruci, in modo tale che le molecole del gas stesso si spezzino in ossigeno e idrogeno atomici, utilizzando l'energia elettrica per produrre una fiamma più calda nel momento in cui gli atomi si ricombinano.

#### Costruzione
L'elettrolizzatore di Brown era costituito in questa maniera:

le celle sono poste adiacenti una accanto all'altra in una camera elettrolitica comune e sono come una singola unità nella quale vi sono un numero di elettrodi in serie. La camera è provvista di uno spazio per la raccolta del gas e di un'uscita per collegarvi, ad esempio, strumenti che lo bruciano. Inoltre devono essere collegati ad una fonte energetica esterna soltanto gli elettrodi terminali, facendo sì che il sistema sia realizzabile in modo estremamente efficiente e compatto. In più, con una tale sistemazione, si può eliminare la necessità di un trasformatore per molte delle applicazioni, in modo da poter collegare l'apparato direttamente ad una presa elettrica, se desiderato attraverso un ponte di diodi. Eliminando la necessità di un trasformatore si può rendere il sistema di generazione del gas sorprendentemente compatto, ben adatto sia per usi domestici che industriali.

#### Applicazioni
- Uso della fiamma. Yull Brown affermò: "è un metodo di saldatura all'ossidrogeno, di saldobrasatura o simile"[8].
- Arricchimento del carburante. Aggiunta di idrogeno per migliorare le capacità di miscela magra nella camera di combustione (sia a combustione lenta che veloce) di gas naturale (metano).[9][10]

I sistemi di miglioramento del carburante sono progettati per "alimentare il motore direttamente con idrogeno e ossigeno senza immagazzinamento intermedio". Per applicazioni sul Diesel; "quando l'aria arricchita di idrogeno viene compressa, viene immesso il gasolio con un risultante miglioramento nell'efficienza del carburante e una sua combustione massimizzata". Il miglioramento del carburante ha il potenziale di ridurre sostanzialmente le emissioni inquinanti dei motori a combustione interna; una ricerca del 2004 concluse che "le emissioni di idrocarburi e anche quelle di NOx si possono ridurre quasi a zero".
Una riduzione del 50% del consumo di benzina, nel minimo dei giri, è stata riportata analizzando numericamente "l'effetto della benzina arricchita di idrogeno sulle performance, sulle emissioni e sul consumo di carburante di un piccolo motore a ciclo Otto".
Quando il gas di Brown brucia produce acqua, ottenendo un raffreddamento delle camere di combustione dei motori, provvedendo efficacemente a maggiori rapporti di compressione. "L'aggiunta di idrogeno può garantire un andamento regolare del motore"
"con molti vantaggi in termine di livello di emissioni e riduzione dei consumi". Il miglioramento del carburante con l'idrogeno può essere ottimizzato implementando i concetti della "combustione magra" (che usa una miscela con molta più aria del consueto) o modificando in maniera appropriata il rapporto tra aria e carburante per ottenere un effettivo aumento nel chilometraggio.

"Complessivamente, gli aumenti nell'efficienza dei motori sono di più dei consumi energetici richiesti per la generazione dell'idrogeno, ottenendo un miglioramento nell'efficienza economica del sistema completo". Questo è supportato da analisi computazionali che "hanno confermato la possibilità di operare con una grande sovrabbondanza di aria (miscele magre o ultra-magre) senza calo di prestazioni, ma con molti vantaggi sulle emissioni di inquinanti e sul consumo di carburante".
- Riscaldamento. Sang Nam Kim ha brevettato "un apparato per la generazione energetica che utilizza la combustione ciclica del gas di Brown nel quale un'unità di generazione del calore si scalda a una temperatura di 1000 °C".[16]

#### Affermazioni

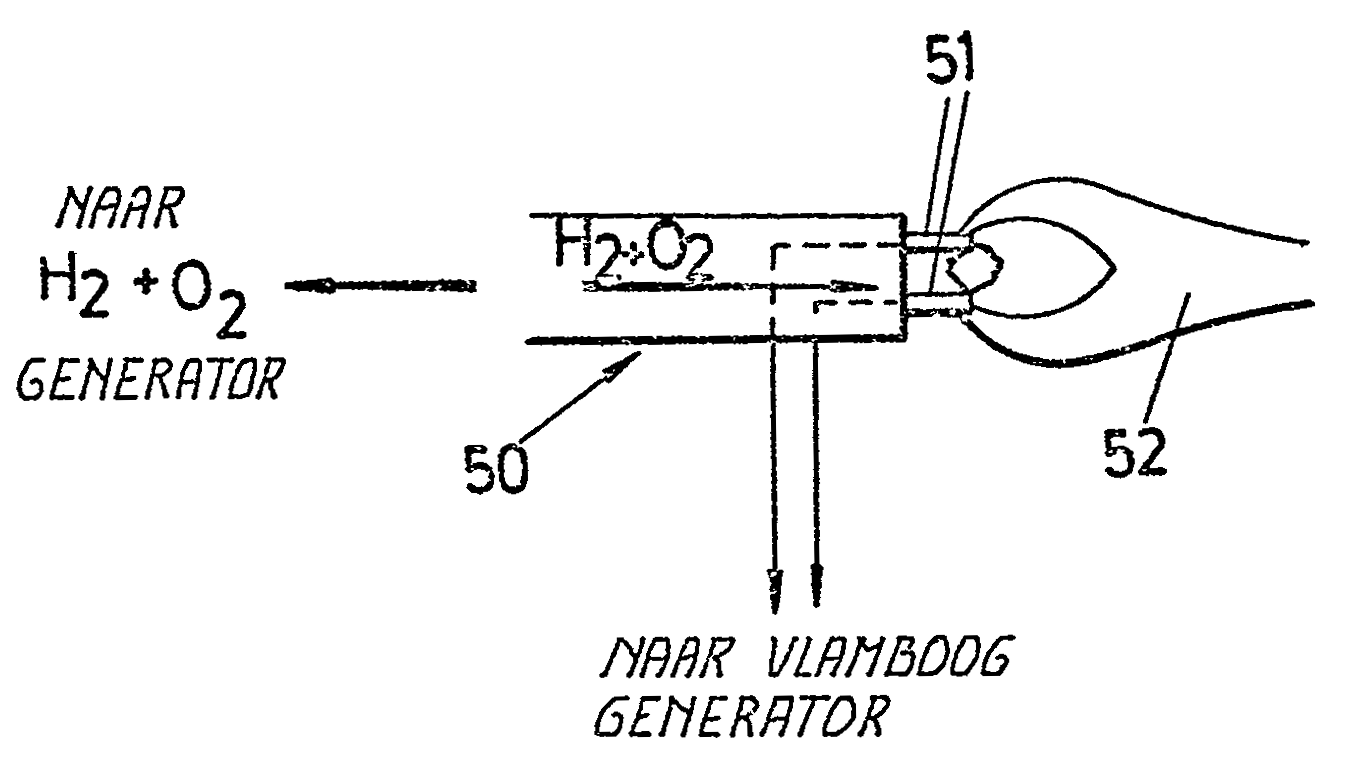
L'idrogeno e l'ossigeno fatti passare attraverso un cannello provvisto di arco elettrico. Questo è un metodo affermato da Yull Brown per incrementare il contenuto energetico del cannello risultante. Considerando la conservazione dell'energia questa è un'affermazione ragionevole: l'energia nell'arco elettrico si deve conservare.

- Il gas di Brown è "una miscela di idrogeno e ossigeno generati all'interno di una cella elettrolitica da dissociazione elettrolitica dell'acqua in proporzioni sostanzialmente stechiometriche".[4] Poiché il gas di Brown viene prodotto tramite elettrolisi, la sua generazione si conforma alle leggi di Faraday sull'elettrolisi
- Un elettrolizzatore di gas Brown è progettato con "un'uscita" che emette idrogeno e ossigeno "in proporzioni sostanzialmente stechiometriche".[4] Un'uscita singola per il gas viene comunemente chiamata condotto comune e una proporzione stechiometrica di idrogeno e ossigeno viene solitamente chiamata ossidrogeno.
- Yull Brown ha affermato che il Gas di Brown elimina "molti degli svantaggi associati con la saldatura a gas tradizionale", "in particolare per utenti che lavorano lontano da depositi di rifornimenti e dai quali ci sarebbero grossi ritardi tra l'invio di un ordine per la consegna del gas" e la sua "effettiva consegna".[4] Questo riguarda specificamente le bombole di gas, di solito ossigeno e acetilene.[4]
- "La saldatura con idrogeno e ossigeno ha il vantaggio di non inquinare l'atmosfera come la saldatura ossiacetilenica".[4]
- Temperatura della fiamma variabile: questo effetto è spiegato dalla spettroscopia infrarossa poco accurata[17] e dalla misura della temperatura del materiale scaldato anziché quella della fiamma stessa.

## Modello di Klein
Il "gas HHO" o "gas di Klein" è una miscela di ossidrogeno ottenuta dall'elettrolisi dell'acqua, che ha come marchio commerciale "Aquygen" dall'azienda "Hydrogen Technology Applications".

### Brevetti
Il brevetto di Dennis Klein afferma che il suo elettrolizzatore differisce rispetto a quello di Yull Brown nella mancanza della caratteristica dell'arco elettrico.
Il marchio HHO è associato con uno stato non provato della materia chiamato magnegas
 e una teoria non provata sulle magnecole, che dovrebbe dimostrare che l'HHO è una "nuova forma gassosa e combustibile dell'acqua".

Brevetto Modello Soriano
Il brevetto industriale di Diego Soriano : “cella elettrolitica e dispositivo per la generazione di ossidrogeno in pressione”, n° 0001402836, deposito: 01 dic. 2010. descrive un generatore di ossidrogeno "on-demand" che utilizza "dry cell"  e trova applicazioni industriali in tutti i sistemi a combustione indipendentemente dal combustibile usato.

## Applicazioni motoristiche
Questo tipo di miscela è stato studiato per un utilizzo civile nell'autotrasporto, dove tramite una cella elettrolitica si scinde l'acqua distillata in idrogeno e ossigeno. Questa miscela viene poi iniettata nel motore assieme al carburante standard, con l'intento di ridurre il consumo del carburante stesso. Nonostante il processo di elettrolisi per ottenere l'ossidrogeno richieda un po' più energia di quanta ne possa fornire la combustione dell'idrogeno estratto, il rendimento del motore migliora comunque, perché l'iniezione di una piccola quantità di ossidrogeno nel motore insieme al carburante (benzina o gasolio), migliora l'accensione del carburante stesso, permettendogli di bruciare meglio, in maniera analoga a quanto accadrebbe utilizzando un carburante con un numero di ottani molto superiore al normale.

## Scienza di confine e frodi
Il "gas di Brown" è semplicemente ossidrogeno con un rapporto molare di 2:1 di gas H2 ed O2, la stessa proporzione dell'acqua. Il gas, come già spiegato, è così chiamato in onore di Yull Brown, il quale sosteneva anche che esso potesse essere usato come combustibile per il motore a combustione interna.

Sempre come già detto il gas è chiamato "HHO" a seguito delle affermazioni del controverso fisico Ruggero Santilli, il quale sostiene che il suo gas HHO, prodotto da un particolare apparato, è "una nuova forma di acqua", con nuove proprietà, basate sulla sua (pseudo) teoria delle "magnecole".
Numerose altre affermazioni pseudoscientifiche sul gas di Brown millantano l'abilità di neutralizzare le scorie radioattive, fondere i metalli e aiutare le piante a germinare.
L'ossidrogeno è spesso citato quando si parla di veicoli con la supposta caratteristica di usare l'acqua come combustibile. Il più comune ed efficace contro-argomento avverso la produzione di questo gas, direttamente a bordo dei veicoli, con lo scopo di usarlo come combustibile o come additivo è che l'energia richiesta per la separazione delle molecole d'acqua è maggiore di quella recuperata dalla combustione del gas risultante.

Inoltre, il numero di litri al minuto che possono essere prodotti istantaneamente attraverso l'elettrolisi è molto basso se comparato ai litri al minuto necessari ad un motore a combustione interna.
Un articolo della rivista statunitense Popular Mechanics sottolinea che il gas di Brown non è in grado nemmeno di incrementare i km per litro del proprio veicolo, e che gli unici reali risparmi di carburante derivano dalle modifiche al motore, che ingannano l'unità di controllo motore riguardo alle rilevazioni anti-inquinamento.
Una "macchina ad acqua", come la cella a combustibile ad acqua, non deve essere confusa con un veicolo ad idrogeno per il quale l'idrogeno è prodotto all'esterno del veicolo stesso ed usato come combustibile o come additivo.